# 战雷神
《战雷神》，2012年中国大陆播出的战争电视剧，导演是刘国彤，主演是王挺、杜志国、于越、孙鹏滨。

## 剧情
中国抗日战争时期，大日本帝国的一副中华民国藏宝图被周大马意外夺得，随后，大日本帝国陆军、国军、八路军围绕藏宝图展开了斗智斗勇的历程，经过八路军秦子琼、国军于士儒等爱国志士的努力，保护了财富没有被大日本帝国掠夺。

## 演员
| 演员   | 角色   | 备注     |
| 王挺   | 单海   | [ 4 ]    |
| 杜志国 | 周大马 | 山东响马 |
| 于越   | 周扬   | 富家小姐 |
| 孙鹏滨 | 于士儒 | 国军     |
| 鲍鲲   | 秦子琼 | 八路军   |
| 张少华 | 张大娘 | [ 4 ]    |
| 韩童生 | 梁大爹 | [ 4 ]    |

## 花絮
王挺出演的“通天雷”单海粗犷豪气、侠义恩仇的英雄形象获得了观众的认可。
孙鹏滨出演的于士儒为国家民族利益挺身而出的形象饱满。
女主角于越出演的周扬陷入了于士儒、单海的三角恋。